# Fred Kelsey
Fred Kelsey, nato Frederick Alvin Kelsey (Sandusky, 20 agosto 1884 – Hollywood, 2 settembre 1961), è stato un attore, regista e sceneggiatore statunitense.

## Filmografia

### Attore
- A Left Hook, regia di Stanner E.V. Taylor (1911)
- How Shorty Won Out, regia di Herbert Brenon (1912)
- King the Detective and the Smugglers (1912)
- Marooned, regia di James Kirkwood – cortometraggio (1913)
- An Accidental Clue, regia di Albert W. Hale (come A.W. Hale) – cortometraggio (1913)
- Silent Sandy, regia di James Kirkwood – cortometraggio
- The Cowboy's Chicken Dinner – cortometraggio (1914)
- Dan Morgan's Way – cortometraggio (1914)
- Arms and the Gringo, regia di Christy Cabanne – cortometraggio (1914)
- The Saving of Young Anderson – cortometraggio (1914)
- McCarn Plays Fate, regia di John G. Adolfi – cortometraggio (1914)
- His Lesson, regia di George Siegmann – cortometraggio (1915)
- Honorably Discharged, regia di Fred A. Kelsey – cortometraggio (1917)
- The Honor of an Outlaw, regia di Fred A. Kelsey – cortometraggio (1917)
- The Empty Cab, regia di Douglas Gerrard (1918)
- A Society Sensation, regia di Paul Powell (1918)
- The Yellow Dog, regia di Colin Campbell (1918)
- The Light of Victory, regia di William Wolbert (1919)
- Il furto di Doris (The Silk-Lined Burglar), regia di John Francis Dillon (1919)
- The Fire Flingers, regia di Rupert Julian (1919)
- Woes of a Woman, regia di Eddie Lyons e Lee Moran (1919)
- When the Desert Smiles, regia di Neal Hart (1919)
- The Third Generation, regia di Henry Kolker (1920)
- Alias Jimmy Valentine, regia di Edmund Mortimer e Arthur Ripley (1920)
- The Song of Life, regia di John M. Stahl (1922)
- Gente onesta (Turn to the Right), regia di Rex Ingram (1922)
- The Cruise of the Jasper B, regia di James W. Horne (1926)
- Il Gorilla (The Gorilla), regia di Alfred Santell (1927)
- Ladies' Night in a Turkish Bath, regia di Edward F. Cline (1928)
- I lupi della City (Tenderloin), regia di Michael Curtiz (1928)
- Red Haired Alibi, regia di Christy Cabanne (1932)

### Regista
- For the Last Edition – cortometraggio (1914)
- The Wireless Voice – cortometraggio (1914)
- The Revenue Officer's Deputy – cortometraggio (1914)
- The Floating Call – cortometraggio (1914)
- Over the Ledge – cortometraggio (1914)
- Lo smascheramento (The Exposure), regia di Fred Kelsey – cortometraggio (1914)
- The Fighting Gringo (1917)

### Sceneggiatore
- The Bad Man of Cheyenne, regia di Fred Kelsey (1917)
- The Outlaw and the Lady, regia di Fred A. Kelsey (1917)
- Goin' Straight, regia di Fred Kelsey (1917)
- Hair-Trigger Burke, regista sconosciuto (1917)
- The Honor of an Outlaw, regia di Fred Kelsey – cortometraggio (1917)